# Derobrachus thomasi
Derobrachus thomasi là một loài bọ cánh cứng trong họ Cerambycidae.